# V Chart Awards
V Chart Awards es una ceremonia de premios musicales organizada por el mayor sitio web independiente de música en China, YinYueTai. YinYueTai es la contraparte de Billboard en Estados Unidos y la lista Gaon en Corea del Sur. Su objetivo es construir una industria musical más justa, profesional e influyente en China, y que el premio refleje el amor de los fanáticos chinos por la música de diferentes regiones del mundo.

## Categorías
Inicialmente se definieron 3 categorías: en base a datos, del jurado y de votación. Después de la tercera ceremonia se añadieron las categorías para cantante, composición y elección popular, mientras que una categoría técnica se introdujo en la cuarta entrega. 